# Palmeira dos Índios (tiểu vùng)
Palmeira dos Índios là một tiểu vùng thuộc bang Alagoas, Brasil. Tiều vùng này có diện tích 2371 km², dân số năm 2007 là 176013 người.